# キーピン・ザ・サマー・アライヴ
『キーピン・ザ・サマー・アライヴ』 (Keepin' the Summer Alive) は、1980年にリリースされたザ・ビーチ・ボーイズのアルバム。前作『L.A. (ライト・アルバム)』が商業的に失敗した後、CBSの役員はブライアン・ウィルソンがレコーディングに十分に参加することを求めた。
1979年7月、ブライアンとマイクは数曲のオリジナル曲を急いで創り上げ、ビーチ・ボーイズはその黄金時代に使用していたロサンゼルスのウェスタン・スタジオで録音を行おうとした。しかし、不幸にも事態は計画通りには進まなかった。デニスはマイクとの関係が悪化し、アルコールと薬浸りとなってグループを離れた。本作で彼は数曲しか参加していない。プロデュースは前作でバンドに復帰したブルース・ジョンストンが引き続き務めている。
「ホェン・ガールズ・ゲット・トゥゲザー」はアルバム『サンフラワー』のセッションで録音された未発表曲である。
1983年12月28日、デニス・ウィルソンは飲酒後の水泳により溺死し、本作はオリジナル・メンバーが揃って録音した最後の作品となった。

## 曲目
1. キーピン・ザ・サマー・アライヴ - Keepin' the Summer Alive (Carl Wilson/ Randy Bachman) 3:43
2. オー・ダーリン - Oh Darlin'  (Brian Wilson/ Mike Love) 3:52
3. サム・オブ・ユア・ラヴ - Some of Your Love (Brian Wilson/Mike Love) 2:36
4. リヴィン・ウィズ・ア・ハートエイク - Livin' with a Heartache (Carl Wilson/Randy Bachman) 4:06
5. スクール・デイ - School Day (Ring! Ring! Goes The Bell) (Chuck Berry) 2:52
6. ゴーイン・オン - Goin' On (Brian Wilson/Mike Love) 3:00
7. サンシャイン - Sunshine (Brian Wilson/Mike Love) 2:52
8. ホェン・ガールズ・ゲット・トゥゲザー - When Girls Get Together (Brian Wilson/Mike Love) 3:31
9. サンタ・アナ・ウィンズ - Santa Ana Winds (Brian Wilson/ Al Jardine) 3:14
10. エンドレス・ハーモニー - Endless Harmony (Bruce Johnston) 3:10